# كيفن لونش (ملاكم)
كيفن لونش (بالإنجليزية: Kevin Lynch)‏ (25 مايو 1956 في المملكة المتحدة - 1 أغسطس 1981 في المملكة المتحدة) هو لاعب كرة القدم الغالية وملاكم أيرلندي.